# Power Pivot
Power Pivot est un module de Microsoft Excel. Il permet d'effectuer des analyses performantes de données et de conceptualiser des modèles de données élaborés. 
Il est disponible en tant que complément à télécharger dans Excel 2010, en téléchargement séparé pour Excel 2013, et il est inclus dans les versions Excel 2016, 2019 et sur Microsoft 365.
Power Pivot est une extension de Microsoft Analysis Services de type tabulaire intégrée directement dans un classeur Excel. Ainsi, un utilisateur peut créer un modèle ROLAP dans Power Pivot et utiliser des tableaux croisés dynamiques, des graphiques croisés dynamiques, et d’autres fonctionnalités d’Excel pour explorer le modèle une fois qu'il est créé.
Cela permet à Excel d'agir comme une plateforme d'informatique décisionnelle (Business Intelligence), en ayant recours à des langages d'expression professionnels pour interroger le modèle et calculer des mesures avancées et des KPI.
Avant de lancer Power Pivot, Microsoft s'appuyait essentiellement sur SQL Server Analysis Services comme moteur de sa suite d'informatique décisionnelle. Power Pivot complète ainsi les solutions de base de la Business Intelligence de SQL Server avec un modèle "tabulaire" plus flexible, in-memory.
En tant que produit de BI en libre-service, Power Pivot s'adresse à tout utilisateur spécialisé en BI ou en analyse. Il lui permet de développer des modèles de données et des calculs, et de les partager directement ou via des bibliothèques de documents SharePoint.

## Historique du produit et dénomination
Power Pivot a été lancé vers mai 2010 dans le cadre de la version SQL Server 2008 R2. Cette gamme de produit comprenait « Power Pivot pour Excel » et « Power Pivot pour SharePoint ».
Alors que le produit était associé à SQL Server, le complément pour Excel pouvait être utilisé indépendamment de tout serveur et avec différentes typologies de sources de données.
La version 2012 de SQL Server contenait le complément PowerPivot pour Microsoft Excel 2010, rendu disponible en téléchargement gratuit.
Par la suite, le PowerPivot a suivi son propre rythme d'évolution, séparément de SQL Server. 
Après l'annonce du 8 juillet 2013 de la nouvelle suite d'outils en libre-service Power BI, Microsoft a renommé PowerPivot «Power Pivot» (notez l'espacement dans le nom) afin de correspondre à la convention de dénomination des autres outils dans la suite.
Dans Excel 2013 et 2016, Power Pivot n'était disponible que sur certaines versions d'Office. À partir d'Excel 2019, il est inclus nativement dans l'application.

## Principales fonctionnalités de Power Pivot

### Importer des données à partir de plusieurs sources de données
Power Pivot permet d’importer et regrouper des données à partir de plusieurs sources dans un seul classeur Excel. Il permet aussi de gérer le modèle de données en créant des relations entre des données de sources hétérogènes et des hiérarchies.

### Réaliser des calculs et des analyses
Power Pivot permet de traiter rapidement plusieurs données notamment à travers des calculs en une fois sur plusieurs lignes, la création de colonnes calculées et des mesures à l’aide de formules.

### Construire des tableaux de bord
Power Pivot permet de construire des tableaux de bord via des tableaux croisés dynamiques et de calculer des KPI. Cela permet à l’utilisateur d’analyser les données et de pouvoir prendre des décisions.

### Gérer les accès des utilisateurs
Power Pivot permet aux administrateurs informatiques des organisations de surveiller et de gérer les accès aux fichiers partagés afin de garantir une sécurité et une disponibilité des informations aux utilisateurs.

## Langage DAX
Power Pivot utilise principalement le langage DAX (Data Analysis Expressions), qui permet à un utilisateur de faire des regroupements, des calculs et des analyses plus complexes basées sur le modèle de données créé.
Les expressions DAX se transforment en requêtes T-SQL dans le moteur d'analyse et de stockage qui pilote le modèle de données. Cela dispense l'utilisateur du travail plus fastidieux de l'écriture de requêtes formelles au profit de formules très semblable à celles d'Excel.

## Mode de stockage du modèle et des données
Power Pivot utilise le moteur de compression SSAS Vertipaq pour stocker le modèle de données en mémoire sur l'ordinateur de l'utilisateur. 
Power Pivot prend en charge des fichiers d’une taille pouvant atteindre 2 Go et permet d’utiliser jusqu’à 4 Go de données en mémoire.
Les données utilisées dans Power Pivot sont stockées dans une base de données analytique à l’intérieur du même classeur Excel, et un moteur local charge, interroge et met à jour les données dans cette base de données.

## Enregistrement dans SharePoint
Les classeurs modifiés avec Power Pivot peuvent être partagés avec d’autres utilisateurs sur Share Point.
Power Pivot pour SharePoint permet de faire une gestion collaborative des documents, notamment avec la galerie Power Pivot, le partage des tableaux de bord, et l’actualisation programmée des données.

## Voir également
- Microsoft Excel
- Power BI
- Microsoft SharePoint